# Luigi Batzella
Luigi Batzella (* 27. Mai 1924 in San Sperate; † 18. November 2008 in Cagliari) war ein italienischer Filmregisseur, Schauspieler, Drehbuchautor und Filmeditor.

## Leben
Nach Ende des Zweiten Weltkrieges kam Batzella nach Rom und besuchte das Centro Sperimentale di Cinematografia. 1953 debütierte er als Schauspieler in Non è mai troppo tardi und konzentrierte sich bis 1960 auf die Darstellung, die er unter dem Namen Paolo Solvay absolvierte. Besonders häufig übernahm er Rollen in kleinen Genrefilmen von Regisseur Roberto Mauri, bis er 1966 erstmals selbst Regie führte. Es entstanden eine Reihe äußerst preiswert gefertigter C-Filme, die heute als Trash oft Kultcharakter genießen; vor allem der Naziploitation-Film La bestia in calore machte Batzella bekannt. 1985 beendete er seine Karriere und kehrte in seine Heimatstadt zurück.
Er verwendete auch als Regisseur etliche Pseudonyme: Paul Hamus, Dean Jones und Ivan Kathansky.

## Filmografie (Auswahl)
Darsteller
- 1953: Non è mai troppo tardi
- 1961: La grande vallata
- 1962: La strage dei vampiri
- 1962: Il segno del vendicatore
- 1963: Die Flußpiraten vom Mississippi
- 1963: Teufelspiraten (Il pirata del diavolo)
- 1963: Die tollen Hunde der Karibischen See (Lo sparviero dei Caraibi)
- 1964: Zorikan lo sterminatore
- 1964: Das letzte Gewehr (Jim il primo)
- 1964: Una sporca faccenda
- 1965: Cadavere a spasso
- 1965: Colorado Charlie
- 1965: Per una manciata d’oro
- 1965: Le notti della violenza
- 1966: Willkommen, Mister B. (A Man Could Get Killed)
- 1968: Assassino senza volto
- 1969: Colpo grosso a Porto Said

Regisseur
- 1966: Tre franchi di pietà
- 1969: Colpo grosso al Porto Said
- 1970: Campana (Quando suona la campana)
- 1971: Auch Djangos Kopf hat seinen Preis (Anche per Django le carogne hanno un prezzo)
- 1971: Quelle sporche anime dannate
- 1972: Confessioni segrete di un convento di clausura
- 1972: Nur der Colt war sein Gott (La colt era il suo Dio)
- 1973: Il plenilunio delle vergini
- 1974: Lo strano ricatto di una ragazza per bene
- 1975: Nuda per Satana
- 1976: Stoßtrupp in die Wüste (Strategia per una missione di morte)
- 1977: Wüstenfüchse kennen kein Erbarmen (Kaput lager – gli ultimi giorni delle SS)
- 1977: La bestia in calore

Filmeditor
- 1971: Allegri becchini… arriva Trinità